# Transports Internationaux Routiers

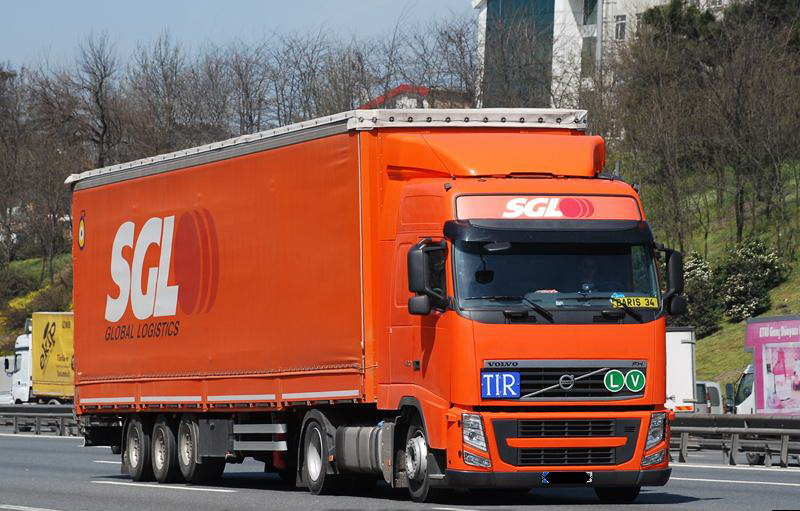
Sattelkraftfahrzeug mit TIR-Tafel (2010)

Transports Internationaux Routiers (TIR; französisch für ‚Internationaler Straßengütertransport‘) ist ein  zollrechtliches Versandverfahren zur vorübergehenden Einfuhr bzw. dem Transit von Waren. Bekannt ist TIR insbesondere durch die blau-weiße TIR-Tafel, welche vorne und hinten an Kraftfahrzeugen angebracht auf das Verfahren hinweist. Das dazugehörende Zolldokument ist immer ein sogenanntes Carnet TIR.

## Verfahren
Bei Waren, welche im TIR-Verfahren transportiert werden, werden einheitliche Zollkontrollen, die von allen Transit- und Bestimmungsländern akzeptiert sind, nur im Abgangsland durchgeführt. Danach wird der Behälter im TIR-Verfahren verplombt und ein Carnet TIR ausgestellt.
Es sind somit keine physischen Kontrollen an den jeweiligen Grenzübergängen erforderlich. In der Praxis prüft der jeweilige Zoll lediglich die TIR-Verschlüsse und die Zollpapiere, nicht aber die Ladung. Dies führt zu einer schnelleren Abwicklung an der Grenze und bedeutet, dass täglich mehr Transporte die Grenzen passieren können, was die Transportkosten und -zeiten senkt. 
Ausgestellt werden TIR-Carnets von der in Genf ansässigen Internationalen Straßentransportunion (IRU – International Road Transport Union / Union Internationale des Transports Routiers). Angaben der IRU zufolge kann TIR die Transportzeiten um bis zu 80 % und die Kosten um bis zu 38 % senken.

## Hintergrund

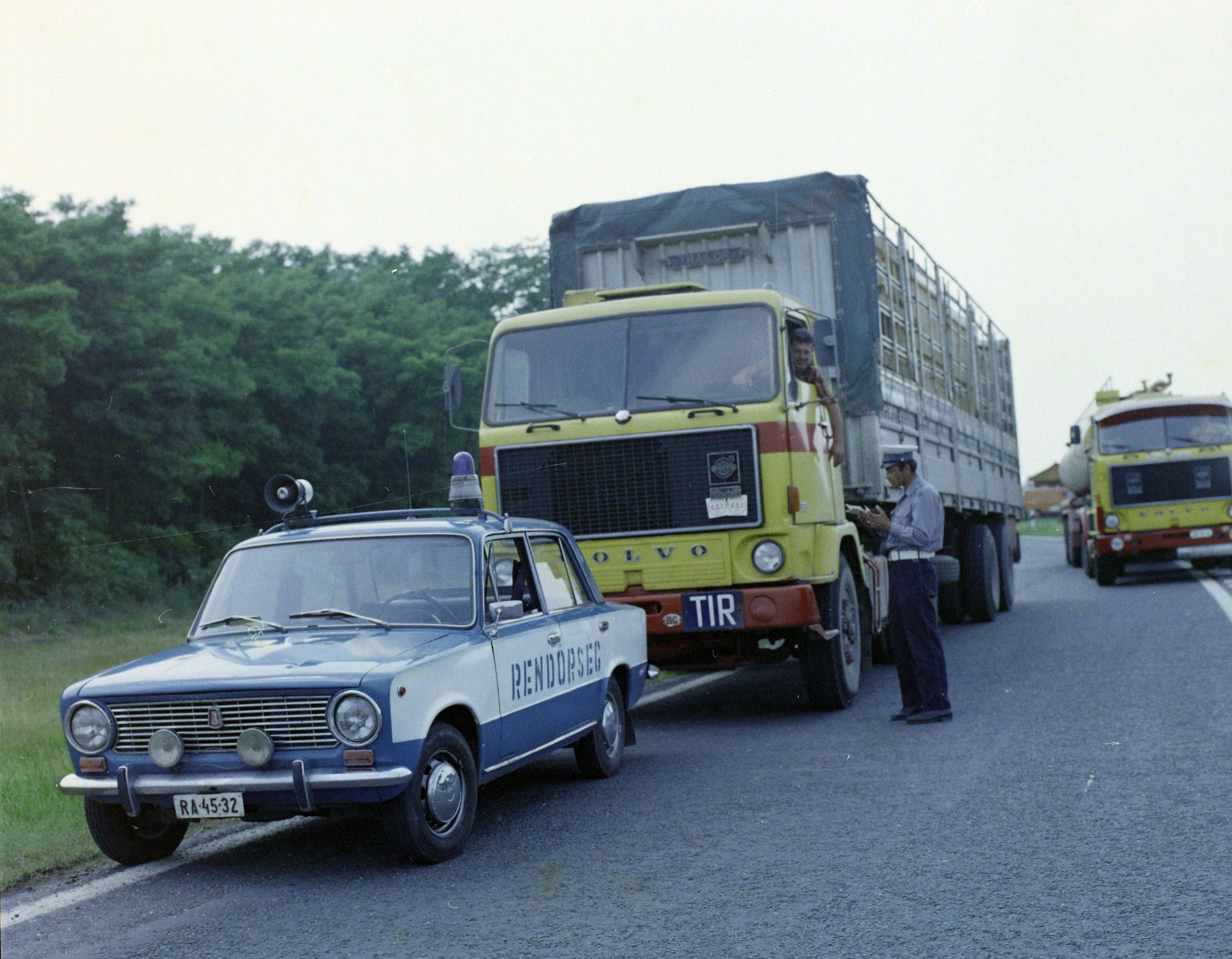
Kontrolle eines Lastkraftwagens mit Warenbeförderung im TIR-Verfahren in Ungarn (1978)

### Entstehung des TIR-Abkommens
Die Geschichte von TIR ist eng mit der Gründung der International Road Transport Union (IRU) verbunden. Bei ihrer Gründung im Jahr 1948 verfolgte die IRU das Ziel, die durch den Krieg zerstörten Handels- und Wirtschaftsbeziehungen in Europa durch die Erleichterung des Personen- und Warentransits wiederzubeleben. Zu diesem Zweck bildete die IRU ein Bündnis nationaler Verbände des Personen- und Güterkraftverkehrs aus acht europäischen Ländern.
Das erste TIR-Abkommen wurde 1949 zwischen mehreren europäischen Staaten mit dem Ziel abgeschlossen, den landesübergreifenden Güterverkehr innerhalb des Geltungsgebiets zu beschleunigen. Das Abkommen bedeutete wertvolle Effizienz im grenzüberschreitenden Warenverkehr, da zur damaligen Zeit Grenz- und Warenkontrollen selbst innerhalb der westeuropäischen Länder die Normalität darstellten. Mit dem TIR-Verfahren konnten somit fortan Waren in verplombten Transportbehältern mehrere Grenzen teilnehmender Mitgliedsländer im Transitverkehr ohne Kontrolle überqueren.
Rund 26 Jahre später wurde mit dem Übereinkommen über den internationalen Warentransport mit Carnet TIR vom 14. November 1975 die bis heute gültige Rechtsgrundlage des TIR-Verfahrens geschaffen.

### Heutige Situation

Länder mit ratifiziertem TIR-Abkommen (Stand: 2021)

Mit dem freien Warenverkehr innerhalb der Europäischen Union ist das TIR-Verfahren aus dem innereuropäischen Zollverkehr weitestgehend verschwunden. Es wird heute insbesondere noch im Warenverkehr mit Ländern außerhalb des Europäischen Wirtschaftsraums angewandt. Theoretisch könnte das Verfahren auch bei Warentransporten auf dem Landweg zwischen Europa und China zukünftig eine wichtige Rolle spielen. Laut einer NELTI-Studie von 2018 zum Wiederaufbau der Seidenstraße zwischen Europa und China spart das TIR-Verfahren gut die Hälfte der Zeit bei Grenzübertritten im Transitverkehr zwischen Deutschland und China ein.
Stand 2023 verwenden 77 Vertragsparteien das TIR-System, wobei nach Angaben der IRU jedes Jahr etwa eine Million Carnets TIR an über 10.000 Transport- und Logistikunternehmen ausgestellt werden. Monatlich fahren rund 80.000 Lastkraftwagen in der ganzen Welt nach diesem System.
Bei den teilnehmenden Ländern des TIR-Verfahrens unterscheidet man zwischen folgenden Gruppen:
- TIR-Vertragsparteien: Länder, die Carnet TIR akzeptieren. Dazu zählen praktisch alle Länder Europas und Asiens
- TIR-Implementer: Länder, welche das TIR-Abkommen ratifiziert haben und derzeit daran sind, es in Kraft zu setzen
- Andere Vertragspartner: Weitere Länder, welche das TIR-Übereinkommen ratifiziert haben
- Beitrittsländer: Länder, welche Beitrittsabsichten erklärt haben und bereits formelle, interne Verfahren eingeleitet haben
- Interessentenländer: Länder, welche einen Beitritt in Erwägung ziehen

Während bereits ein Großteil der europäischen und asiatischen Länder das Verfahren anwenden, sieht man Stand 2023 Beitrittsabsichten insbesondere im afrikanischen Raum sowie in Südamerika.

## Kennzeichnung

TIR-Tafel

### Tafel mit der Aufschrift „TIR“ an Straßenfahrzeugen
Der Allgemeinheit bekannt wurde das TIR-Verfahren insbesondere durch die entsprechende Aufschrift an Straßenfahrzeugen. Diese, in Schildform meist an Lastkraftwagen angebrachte Aufschrift, weist auf Waren hin, die im TIR-Verfahren transportiert werden. Die Frachträume der Fahrzeuge werden dazu verplombt. Somit ist unterwegs keine Öffnung möglich, ohne dass dies bei einer Kontrolle auffallen würde. Durch das dazugehörige Carnet wird der Verwaltungsaufwand bei Zollkontrollen minimiert, da nur das Start- und Zielland an der Verzollung beteiligt sind.

### Vorgaben für die Kennzeichnung
Die Tafel muss einheitlichen Vorgaben entsprechen. Diese sind unter anderem:
- vorne und hinten gut sichtbar am Fahrzeug angebracht
- rechteckig
- blauer Grund (RAL 5017), 250 mm hoch und 400 mm breit

Der Schriftzug unterliegt ebenfalls Vorgaben:
- weiße Buchstaben in großer lateinischer Druckschrift
- 200 mm hoch und ihre Striche mindestens 20 mm breit

Des Weiteren ist vorgegeben, dass die TIR-Tafeln abnehmbar oder so angebracht oder gestaltet sind, dass sie umgedreht, abgedeckt oder zusammengeklappt werden können oder auf andere Weise erkennen lassen, dass kein TIR-Transport durchgeführt wird. Rechtlich für die Vertragsparteien des TIR-Übereinkommens nicht bindende Kommentare, die jedoch für die Auslegung, Harmonisierung und Anwendung des Übereinkommens von Bedeutung sind, besagen zudem: „TIR Tafeln müssen […] stabile Tafeln sein. Aufkleber werden als TIR-Tafel nicht anerkannt.“
In der Praxis werden TIR-Tafeln oft mit Klebeband oder Spanngummis temporär durchgestrichen, sofern das Fahrzeug keine Ware im TIR-Verfahren transportiert. Gelegentlich sieht man zudem TIR-Tafeln, bei welcher jeder der drei Buchstaben durch einen Punkt abgekürzt wird. Obwohl diese streng genommen nicht den Vorgaben entsprechen, werden sie in der Praxis meist anerkannt.

## Andere Zollübereinkommen über Carnets
Das Carnet TIR ist eines von verschiedenen existierenden Zollübereinkommen im Warenverkehr. Ein weiteres ist das Zollübereinkommen über das Carnet A.T.A. für die vorübergehende Einfuhr von Waren (A.T.A.-Übereinkommen), welches am 6. Dezember 1961 in Brüssel dazu etabliert wurde, die Entrichtung von Zöllen für Waren zu vermeiden, die nur zur vorübergehenden Nutzung eingeführt werden. Sie müssen rechtzeitig vor Ablauf der Aufenthaltsfrist nämlich und vollständig wieder ausgeführt werden.